# Capitalism
Pour le concept économique, sociologique et politique, voir Capitalisme.
Capitalism est un jeu vidéo de simulation économique développé par Enlight Software et édité par Interactive Magic, sorti en 1995 sur DOS et Mac.
Une édition enrichie, Capitalism Plus est sortie en 1996. Le jeu a connu une suite, Capitalism II.